# Hala Mohammad
Pour les articles homonymes, voir Mohammad.
 (mars 2022).
La mise en forme du texte ne suit pas les recommandations de Wikipédia : il faut le « wikifier ».
Les points d'amélioration suivants sont les cas les plus fréquents. Le détail des points à revoir est peut-être précisé sur la page de discussion.
- Les titres sont pré-formatés par le logiciel. Ils ne sont ni en capitales, ni en gras.
- Le texte ne doit pas être écrit en capitales (les noms de famille non plus), ni en gras, ni en italique, ni en « petit »…
- Le gras n'est utilisé que pour surligner le titre de l'article dans l'introduction, une seule fois.
- L'italique est rarement utilisé : mots en langue étrangère, titres d'œuvres, noms de bateaux, etc.
- Les citations ne sont pas en italique mais en corps de texte normal. Elles sont entourées par des guillemets français : « et ».
- Les listes à puces sont à éviter, des paragraphes rédigés étant largement préférés. Les tableaux sont à réserver à la présentation de données structurées (résultats, etc.).
- Les appels de note de bas de page (petits chiffres en exposant, introduits par l'outil «  Source ») sont à placer entre la fin de phrase et le point final[comme ça].
- Les liens internes (vers d'autres articles de Wikipédia) sont à choisir avec parcimonie. Créez des liens vers des articles approfondissant le sujet. Les termes génériques sans rapport avec le sujet sont à éviter, ainsi que les répétitions de liens vers un même terme.
- Les liens externes sont à placer uniquement dans une section « Liens externes », à la fin de l'article. Ces liens sont à choisir avec parcimonie suivant les règles définies. Si un lien sert de source à l'article, son insertion dans le texte est à faire par les notes de bas de page.
- La présentation des références doit suivre les conventions bibliographiques. Il est recommandé d'utiliser les modèles {{Ouvrage}}, {{Chapitre}}, {{Article}}, {{Lien web}} et/ou {{Bibliographie}}. Le mode d'édition visuel peut mettre en forme automatiquement les références.
- Insérer une infobox (cadre d'informations à droite) n'est pas obligatoire pour parachever la mise en page.

Pour une aide détaillée, merci de consulter Aide:Wikification.
Si vous pensez que ces points ont été résolus, vous pouvez retirer ce bandeau et améliorer la mise en forme d'un autre article.
Hala Mohammad, née en 1959 à Lattaquié, est une poète et réalisatrice syrienne, exilée en France depuis 2011.

## Biographie
Hala Mohammad est née à Lattaquié, sur la côte syrienne.
Après avoir effectué des études de cinéma en France, elle a travaillé dans le milieu du cinéma syrien. Elle a réalisé plusieurs courts métrages, des documentaires sur le thème de la littérature en prison et a été assistante réalisatrice sur deux longs métrages, et costumière sur différents longs métrages, tous tournés en Syrie, tandis que ses recueils paraissaient au Liban.
Connue dans le monde littéraire arabe, elle contribue régulièrement à divers journaux et a été traduite dans de nombreuses langues (anglais, français, allemand, suédois ou encore turc).
Au début des événements qui déchirent aujourd’hui son pays, elle a mis tout ce qu’elle possédait dans une valise et a trouvé refuge en France.
En France, elle œuvre au sein de l’association Norias, dont le but est de rapprocher les cultures syrienne et française.
Elle participe régulièrement  à plusieurs festivals littéraires internationaux,,, et anime des rencontres littéraires avec des publics divers.
Elle publie Ce peu de vie, un recueil marqué par "la blessure de l’absence", à l’occasion du Festival Voix vives.
En 2018, elle signe Prête-moi une fenêtre, un recueil poignant et combatif sur les gens qui ont tout perdu mais qui continuent à vivre et à aimer. En 2021 elle publie Les Hirondelles se sont envolées avant nous.